# Görgey Guidó
Görgey Guidó (Bécs, 1920. október 13. – Brooklyn, 2013. május 31.) magyar katonatiszt, a második világháború idején az ellenállási mozgalom tagja, később diplomata. Görgei Artúr, az 1848-49-es magyar szabadságharc honvédseregének fővezére Görgey Guidó dédapjának fivére volt.

## Élete
Apja Görgey Erich (1884–1943), édesanyja, Thierry Friederika (1895–1971). 1939 és 1941 között a Ludovika Akadémia növendéke volt, magyar királyi tüzérfőhadnagy lett. 1944–1945-ben Budapesten a bajtársával, Thassy Jenővel együtt zsidókat bújtatott és mentett meg, a németek ellen szabotázsakciókat hajtott végre. Segíteni próbált a munkatáborba került Szerb Antal írónak is, aki azonban nem hagyta ott a barátait (például Halász Gábort és Sárközi Györgyöt).
A háború után itthon maradt, rendőrtisztként vett részt a főváros közbiztonságának megteremtésében. 1949 és 1953 között Recsken raboskodott. 1953 őszén szabadult, Budapestre csak 1956-ban költözhetett vissza. Az 1956-os forradalom bukása után, 1957 január közepén hagyta el Magyarországot. Először Franciaországba menekült, majd 1958-ban az Amerikai Egyesült Államokban New Yorkban telepedett le, ahol utazási irodát nyitott.
1997-ban édesanyjával együtt a jeruzsálemi Jad Vasem Intézet a Világ Igaza kitüntetésben részesítette.
2013. május 31-én hunyt el egy brooklyni öregek otthonában.
Itt járt nálam az Úristen szárnyas angyala, aki visszaadta az emberiségbe vetett hitemet.

## Műve
- Két Görgey (Helikon Kiadó, Budapest 2004)[2]

## Díjai
- Yad Vashem-díj (1997)[3][4]